# Bão Hato (2017)
Bão Hato bên Philippines là Bão Isang là một cơn bão nhiệt đới Nam Trung Quốc vào tháng 8, 2017. Bão số 13, bão cuồng phong thứ 4 trong Mùa bão Tây Bắc Thái Bình Dương 2017.

## Lịch sử khí tượng
Bão Hato hình thành từ một ấp thấp nhiệt đới ở đảo Luzon vào ngày 19 tháng 08. Bão nhiệt đới này tiếp tục mạnh lên thành một cơn bão nhiệt đới vào ngày hôm sau. Vào ngày 21 tháng 8, Hato nổi lên qua phần phía bắc của Biển Đông và đạt đến cường độ bão. Sự gia tăng nhanh chóng xảy ra vào ngày 23 tháng 8, bão Hato trở thành cơn bão tương đương loại 3 trước khi đổ bộ vào Jinwan, Chu Hải. Bão tiếp tục suy yếu trên mặt đất và tan rã vào ngày 24 tháng 8.
- Nó dần dần gia tăng và đạt đến mức tình trạng bão nhiệt đới dữ dội vào chiều ngày 22 tháng 8 sau khi đi vào vùng Đông Bắc của Biển Đông. Vào ngày 23 tháng 8, 07:00 (Giờ Hồng Kông - HKT), Hato cách Hồng Kông khoảng 100 km về phía Đông Nam, đưa mưa đến lục địa của Trung Quốc cũng như Hải Nam về phía Tây. Vào lúc 11 giờ (Giờ Hồng Kông - HKT), tâm bão đã trực tiếp đổ bộ Hồng Kông sau đó cơn bão đi thẳng vào lục địa Trung Quốc theo hướng Tây-Tây Bắc.[1] Đài quan sát Hồng Kông đã ban hành tín hiệu bão số 10 (mức cao nhất) vào lúc 09:10 (Giờ Hồng Kông - HKT), lần đầu tiên kể từ năm 2012. Tính đến ngày 25 tháng 8, tổng cộng 17 người đã thiệt mạng trong khi tổng số thiệt hại lên đến 12,5 tỷ Nhân Dân tệ (tương đương với khoảng 1,87 tỷ USD).[2][3]

## Cấp bão
Cấp bão (Việt Nam): Cấp 14 – Bão cuồng phong
Cấp bão (Nhật Bản): 80kts – Bão cuồng phong, áp suất 960 hPa (mbar)
Cấp bão (Hoa Kỳ - Mỹ): 100kts – Bão cuồng phong cấp 3
Cấp bão (Hồng Kông - Trung Quốc): 185 km/h (51 m/s) – Siêu bão cuồng phong
Cấp bão (Philippines): 140 km/h - Bão cuồng phong